# Coahuila
Coahuilaⓘ de Zaragoza – stan w Meksyku, położony na północnym wschodzie kraju. Graniczy ze stanami Chihuahua, Durango, Zacatecas, Nuevo León i ze Stanami Zjednoczonymi (Teksasem) na północy. Stolicą stanu jest miasto Saltillo.

## Podział administracyjny
Coahuila dzieli się na 38 gmin (hiszp. municipios).

## Historia
W momencie przybycia Hiszpanów do Meksyku w XVI w. Coahuila była głównie zamieszkana przez nieliczne indiańskie społeczności zbieraczy i myśliwych. W regionie Lagunera Comarca tubylcy prowadzili osiadły tryb życia, budowali chaty, praktykowali prymitywne rolnictwo i rybołówstwo.
Hiszpanie zaczęli się osiedlać w regionie dopiero pod koniec XVI w. Wtedy to założono miasto Santiago del Saltillo del Ojo del Agua. Zaczęli także sprowadzać na ten obszar, prowadzące osiadły tryb życia plemiona Indian z Zacatecas, aby promować w ten sposób stałe osadnictwo i zachęcić tubylców do zaprzestania nomadycznego trybu życia. Podbój Coahuili postępował powoli przez cały XVII w. W 1675 r. burmistrz Saltillo Antonio Balcárcel Rivadeneyra poprowadził ekspedycję, która dotarła do Rio Grande, rozciągając kontrolę nad tymi terenami a ponadto zapuściła się na tereny obecnego Teksasu.
Kiedy rozpoczęły się walki o niepodległość Meksyku, mieszkańcy stanu nie opowiedzieli się za żadną ze stron (ani za rojalistami, ani za powstańcami). Właściciele ziemscy byli bardziej zaabsorbowani walką z Indianami i uprawą ziemi niż sprawami politycznymi. W praktyce Coahuila pozostawał pod kontrolą rojalistów aż do 1821 r., w tym właśnie roku ogłoszony został Plan de Iguala, który pozwolił na stworzenie federacji suwerennych stanów meksykańskich.
W 1835 r. Teksas pozostający pod zwierzchnością Coahuili ogłosił niepodległość. Po wybuchu wojny amerykańsko-meksykańskiej w 1846 r. region został szybko zajęty przez armię Stanów Zjednoczonych, które okupował go do końca konfliktu w 1848 r. Po traktacie pokojowym z Guadalupe Hidalgo Coahuila utraciła całe swe terytorium poza Rio Grande. Mimo że niektórzy działacze polityczni z Coahuili chcieli dołączyć do Teksasu to jednak większość opowiedziała się za pozostaniem przy Meksyku.
W czasie sprawowania dyktatorskich rządów przez Porfiria Diaza w Coahuili narodziła się opozycja przeciwko jego władzy, na czele której stanął Francisco Madero. Madero w 1910 r. powziął decyzję o udziale w wyborach prezydenckich. Jednak oszustwa wyborcze Diaza sprawiły, że Madero wezwał Meksykan do powstania przeciwko dyktatorowi. Ostatecznie w 1911 r. Madero został prezydentem ale dwa lata później został zamordowany. Z Coahuili wywodził się także drugi przywódca rewolucyjny – Venustiano Carranza, któremu udało się doprowadzić do uchwalenia nowej konstytucji kraju w 1917 r. Jednakże i jego rządy nie trwały długo, bo także i on został zamordowany w 1920 r.
Coahuila zawsze odgrywała ważną rolę na scenie politycznej kraju ponieważ była zapleczem rządzącej przez długi okres Meksykiem partii PRI, która tutaj właśnie się rozwinęła i urosła w siłę.

## Warunki geograficzne i klimatyczne
Przez stan przebiega z północy na południe pasmo górskie: Sierra Madre Oriental. Znajdują się tu także pustynie, z których największą jest Bolsón de Mapimí. Bolsón de Mapimi cechuje się bardzo małymi opadami i rzadką roślinnością. Najżyźniejszą częścią stanu jest leżąca na południowym wschodzie Comarca Lagunera.
Najważniejsze rzeki w Coahuili to m.in.: Bravo, Sabinas, San Rodrigo, San Diego, Santa Rosa, Castaños, Boquillas i Canastas. Na rzekach: Nazas i Aguanaval wybudowane zostały zapory.
Średnie temperatury wahają się od 12 °C w styczniu do 23 °C w czerwcu i w lipcu. Średnia opadów wynosi 610 mm, deszcze występują głównie we wrześniu i w październiku.
Naturalną roślinność stanowią głównie sosny i drzewa orzechowe w wilgotniejszych rejonach, w suchszych rejonach często występują kaktusy. Fauna zwierzęca składa się głównie z: nieświszczuków czarnoogonowych, wilków i jeleni. Z ptaków występują tu małe skarłowaciałe papugi i orły. Z gadów należy wymienić mające swoje stanowiska na pustyniach grzechotniki.

## Gospodarka
Najważniejszymi działami gospodarki są: górnictwo, rolnictwo i przemysł. W Coahuili wytwarza się jedną trzecią całej produkcji stali w kraju, która idzie na eksport do amerykańskich zakładów motoryzacyjnych General Motors i Daimler-Chrysler. Wiele zakładów produkcyjnych to tzw. maguiladoras, czyli fabryki, których produkcja jest zorientowana głównie na rynek amerykański a ich siedziby znajdują się blisko granicy z USA. Zaczęły się one gwałtownie rozwijać po powstaniu w 1994 r. NAFTY, obecnie takich fabryk jest tutaj ok. dwustu. Główną gałęzią przemysłu Coahuili jest branża samochodowa.
Ważną częścią gospodarki pozostaje rolnictwo. Uprawia się tu m.in. bawełnę, ziemniaki, winogrona, pszenicę, kukurydzę i sorgo. Wybudowane liczne zapory rzeczne umożliwiają nawadnianie ziemi. Chowa się także liczne stada bydła, głównie dla dostarczania surowca do licznych tu mleczarni.
Z ważniejszych surowców mineralnych w Coahuili wydobywa się: węgiel, żelazo, tytan, ołów i dolomity.

## Galeria

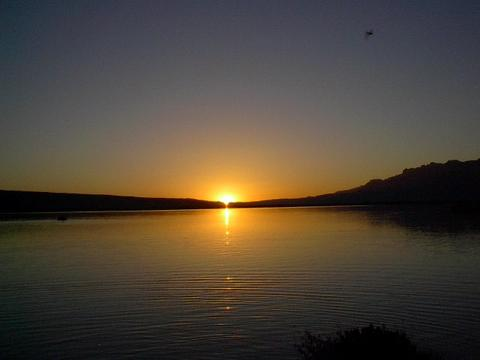
Las Playitas
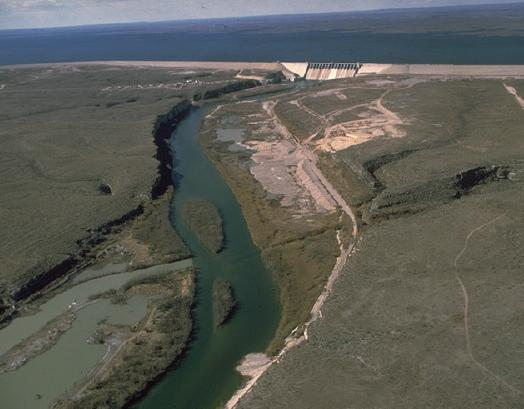
Tama na rzece Rio Grande.